# Leo Chenal
Leo Chenal (Grantsburg, 26 ottobre 2000) è un giocatore di football americano statunitense che milita nel ruolo di linebacker per i Kansas City Chiefs della National Football League (NFL).

## Carriera

### Kansas City Chiefs
Al college Chenal giocò con i Wisconsin Badgers. Fu scelto nel corso del terzo giro (103º assoluto) assoluto nel Draft NFL 2022 dai Kansas City Chiefs. Debuttò come professionista subentrando nella gara del primo turno vinta contro gli Arizona Cardinals senza fare registrare alcuna statistica. I primi due tackle li mise a segno il giovedì successivo contro i Los Angeles Chargers. La sua prima stagione regolare si chiuse con 35 placcaggi e un sack disputando tutte le 17 partite, di cui 8 come titolare. Il 12 febbraio 2023, nel Super Bowl LVII vinto contro i Philadelphia Eagles per 38-35, mise a segno 6 tackle e un sack su Jalen Hurts, conquistando il suo primo titolo.
Negli ultimi istanti della gara del decimo turno della stagione 2024, Chenal bloccò il tentativo di field goal avversario che avrebbe dato la vittoria ai Denver Broncos, permettendo ai Chiefs di vincere 16-14 e di rimanere imbattuti. Per questa prestazione fu premiato come miglior giocatore degli special team della AFC della settimana.

## Palmarès
- Super Bowl : 2

Kansas City Chiefs: LVII, LVIII
- American Football Conference Championship: 3

Kansas City Chiefs: 2022, 2023, 2024